# 2-Nitrodiphenylamin
2-Nitrodiphenylamin, kurz NDPA oder 2-NDPA ist eine orangerote organische Verbindung, ein nitriertes Derivat des aromatischen Amins Diphenylamin und ist isomer zu 3-Nitrodiphenylamin und 4-Nitrodiphenylamin.

## Eigenschaften
2-Nitrodiphenylamin ist stark polar und zeigt ein Elektrisches Dipolmoment von 4,13 Debye (bei 20 °C in benzolischer Lösung). Die orangefarbene, kristalline Verbindung löst sich dennoch wenig in Wasser, gut dagegen in Ethanol.

## Verwendung
2-Nitrodiphenylamin wird als Stabilisator von Treibstoffen – wie dem Otto-II-Treibstoff – und Sprengstoffen sowie bei der Herstellung von synthetischem Gummi und anderen Polymeren benutzt. Auch in manchen Synthesewegen in der organischen Chemie wird die Verbindung eingesetzt. Als 5mM-Lösung in verdünnter Schwefelsäure dient NDPA als Redoxindikator zur titrimetrischen Bestimmung von Fe2+-Ionen.